# Serge Devèze
Pour les articles homonymes, voir Devèze.
Serge Devèze est un footballeur puis entraîneur français, né le 25 septembre 1956 à Montpellier et mort le 17 décembre 2015 à El Jadida au Maroc. Formé au Montpellier LSC, il joue notamment au FC Sète.
Devenu entraîneur, Il dirige notamment les sélections de Guinée, du Gabon et du Bénin et comme clubs, l'Horoya AC, le Stade d'Abidjan et le Mbilinga FC.

## Biographie
Serge Devèze commence le football à l'AS Saint-Martin, club de quartier de Montpellier, en 1966. Il rejoint en 1970 le SO Montpellier puis à vingt ans, s'engage avec le FC Sète. Après deux ans dans ce club, il arrête sa carrière pendant cinq ans avant de rejoindre en 1983 le club amateur de l'Entente Le Crès, dans la banlieue montpelliéraine. C'est dans ce club qu'il fait ses premiers pas d'entraîneur en dirigeant l'équipe 1 du club de 1988 à 1991avec qui il remportera la coupe de la Ligue ainsi que la coupe de l’Hérault.
En 1991, Serge Devèze devient entraîneur de l'Horoya AC club du championnat de Guinée. Il remporte avec le club le titre de champion en 1992. Parallèlement à sa carrière en club, il devient sélectionneur de l'équipe de Guinée et exerce ces deux postes jusqu'en 1993. Il parvient à qualifier la sélection pour la phase finale de la Coupe d'Afrique des nations 1994. Après la Guinée, il rejoint le Stade d'Abidjan et gagne la Coupe de Côte d'Ivoire. Il ne reste qu'une saison au club et signe ensuite dans le club gabonais du Mbilinga FC. Sous sa direction, le club remporte son premier titre de champion en 1996, trois Coupes du Gabon en 1995, 1997 et 1998 ainsi que la Supercoupe du Gabon en 1995. Parallèlement à ses fonctions en club, il devient en 1997 sélectionneur de l'équipe du Gabon et qualifie l'équipe pour la Coupe d'Afrique des nations 1996.
En 1998, il signe au Wydad de Fès puis rejoint la même année l'ES Zarzis où il reste deux ans. Après un passage au CO Médenine, il entraîne de 1999 à 2001 l'AS La Marsa puis revient à l'ES Zarzis jusqu'en 2002.
Après un passage aux Émirats arabes unis notamment à l'Al-Ittihad Kalba SC, il devient sélectionneur, en 2004, de l'équipe du Bénin juniors avec qui il termine troisième de la Coupe d'Afrique des nations junior en janvier 2005,. En février 2005, il remplace à la tête de l'équipe sénior Hervé Revelli. Après deux défaites pour le compte des éliminatoires de la coupe du monde 2006, Serge Devèze démissionne en juillet 2005 puis en 2006 devient sélectionneur du Congo. Cette nomination reste cependant sans suite et il rejoint alors Ajman Club, club de Division 2 du championnat des Émirats arabes unis. Il permet au club de retrouver la première division en 2008.
Il devient, en juin 2014, directeur du centre de formation d'El Jadida, au Maroc, dans le cadre d'un partenariat avec le Montpellier HSC. Il meurt le 17 décembre 2015 à El Jadida des suites d'un arrêt cardiaque,,.

## Palmarès
Serge Devèze remporte comme entraîneur le titre de champion de Guinée en 1992 avec l'Horoya AC. Avec le Stade d'Abidjan, il gagne la Coupe de Côte d'Ivoire en 1994. Avec le Mbilinga FC, il gagne le titre de champion du Gabon en 1996, trois Coupes du Gabon en 1995, 1997 et 1998 ainsi que la Supercoupe du Gabon en 1995.
Comme sélectionneur de l'équipe juniors du Bénin, il termine troisième de la troisième de la Coupe d'Afrique des nations junior en 2005.